# Meermin

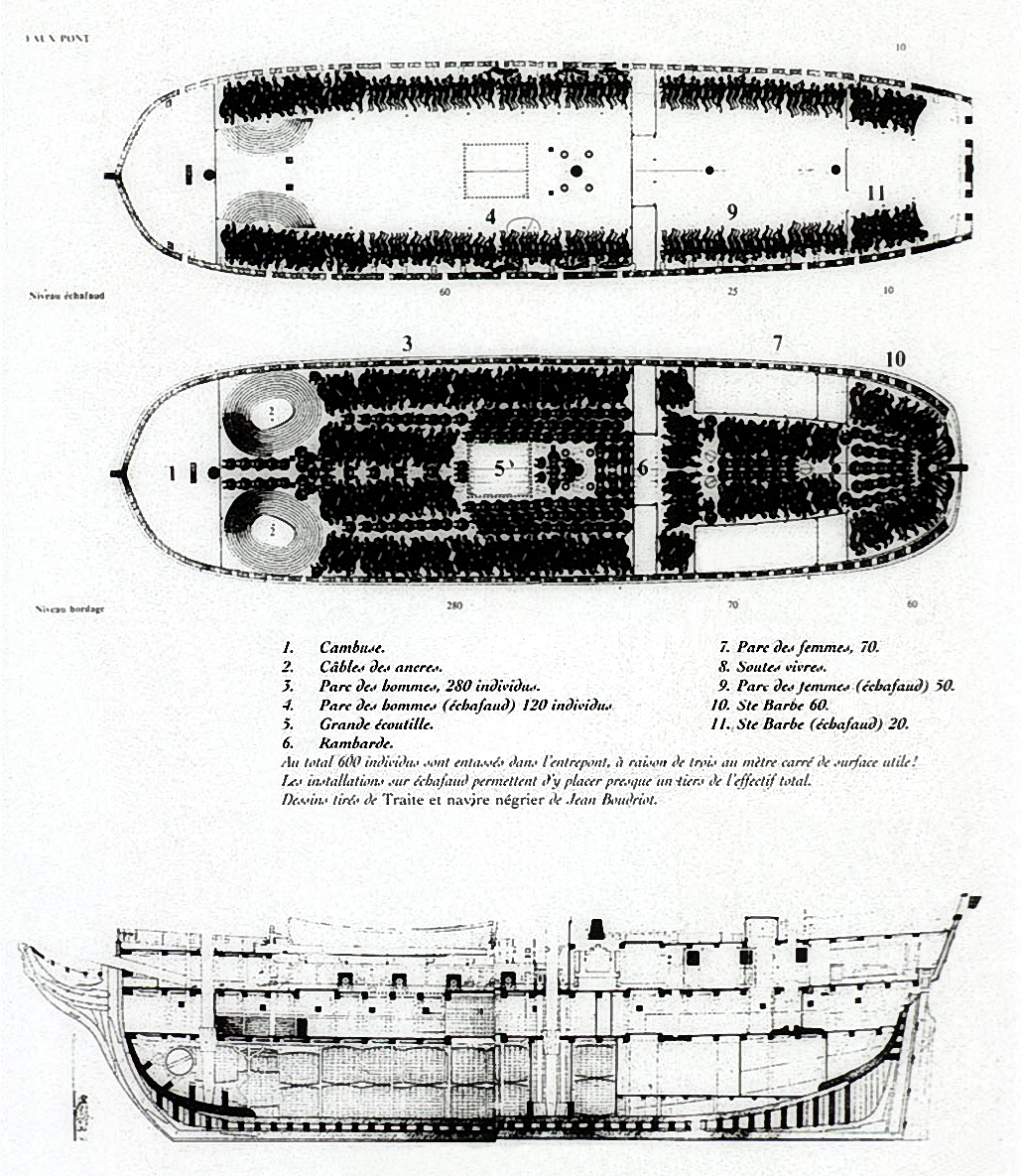
A 'rakomány' elhelyezése egy rabszolgahajón

A Meermin (Hableány) a Holland Kelet-indiai Társaság (Vereenigde Oost-Indische Compagnie, VOC) hoeker típusú rabszolgahajója volt. Építését 1759-ben kezdték, első útjára 1761-ben indult. 1766-ban egy rabszolgalázadásban a legénység felét megölték, utána szándékosan egy homokpadra futtatták a dél-afrikai partoknál. Miután a malgas lázadókat elfogták vagy megölték, a hajót helyben szétbontották. 2004-ben egy dél-afrikai múzeum kutatást kezdeményezett a hajó maradványainak megkeresésére.

## Építése
A Meermin, egy háromárbócos, négyszögvitorlás, 480 tonnás hoeker gerincét 1759-ben fektették le a Holland Kelet-indiai Társaság amszterdami dokkjában. A hoeker eredetileg egy- vagy kétárbócos halászhajó volt, de az 1660-as évek közepén a második angol-holland háborúban ágyúkkal felszerelve gyakran alkalmazták a halászflották védelmére. A VOC szívesen alkalmazta ezt a hajótípust a Jóreménység foka körül mert tapasztalatuk szerint lekerekített tatja ellenállóbb volt az erős hullámzás deformáló hatásával szemben és a szögletes tattal rendelkező hajók mikor még a trópusi napsütés szárító hatásának is ki voltak téve, gyakran szivárogni kezdtek. A Meermin nagyobb volt az átlagos hoekereknél, tölgyfából épült és ívelt, "galion" típusú orra volt amely ritkaság volt a kisebb kereskedőhajóknál. A hajó a VOC afrikai rabszolgakereskedelmének kiszolgálására készült: 1658 és 1799 között a Társaság 63 000 fekete rabszolgát szállított dél-afrikai gyarmataira. Első útjára 1761. január 21-én indult a hollandiai Texel szigetéről Hendrik Worms parancsnoksága alatt; a Jóreménység fokához június 15-re érkezett meg.

## A rabszolgalázadás
A Meermin 56 fős legénységével Gerrit Muller vezetésével 1765 decemberétől Madagaszkár partjainál gyűjtötte be az "árut", malgas férfiakat, nőket és gyerekeket. Mintegy 140 rabszolgával a fedélzetén 1766. január 20-án a sziget északnyugati partvidéke felé indult. Mivel több malgas megbetegedett, a kereskedelmi megbízott, Johann Krause meggyőzte a kapitányt hogy a rabszolgák egy csoportját engedje fel a fedélzetre levegőzni és testmozgás céljából. A malgas férfiak segítettek a fedélzeti munkákban, a nők pedig tánccal és énekkel szórakoztatták a legénységet. Február 18-án Krause utasítást adott, hogy a partvidéken gyűjtött lándzsákat és kardokat tisztíttassák meg a rabszolgákkal. Miután a malgasok megtisztogatták a fegyvereket, nem adták azokat vissza, hanem a legénységre támadtak és mindenkit megöltek a fedélzeten, beleértve Krausét is és hatalmukba kerítették a hajót. A maradék legénység a taton levő fegyverkamrába szorult. A kapitányt három lándzsaszúrás érte, de sikerült a kabinjába menekülni, ahol kimászott az ablakon és a kormánylapáton lemászva csatlakozott a többiekhez a fegyverkamrában. Egy másik matróz az árbóc kötélzetére menekült de a lázadók a vízbe lökték, ám körbeúszta a hajót és társai egy kötelet ledobva behúzták a kamrába. 

## A lázadás leverése
A malgasok célja az volt, hogy visszatérjenek Madagaszkárra, de rá kellett döbbenniük, hogy nem tudják irányítani a hajót. A Meermin három napig sodródott, a legénység ezalatt megpróbált kitörni de visszaverték őket. Végül a malgasok megállapodtak a túlélő legénységgel, hogy megkímélik az életüket, ha hazaszállítják őket. Muller kapitány úgy vélte, hogy a rabszolgák nem értenek a navigációhoz, ezért a dél-afrikai partok felé vette az irányt. Mintegy három nap múlva látták meg az Agulhas-fokot és meggyőzték a lázadókat, hogy Madagaszkárra értek. A lázadás vezetője mintegy 50-70 társával csónakkal kievezett a partra. Eközben a helyi holland farmerek is észrevették a hajót és látva, hogy nem húzott fel zászlót úgy vélték hogy valami gond van a fedélzeten. A muskétákkal felfegyverzett gyarmatosok egy farmnál találkoztak össze a lázadókkal, egy részüket lelőtték, a többieket pedig foglyul ejtették. A történtekről értesítették a kormányzót aki katonákat és két hajót, a Neptunust és a Snelheidet küldte a Meermin segítségére. A hajók azonban már későn érkeztek. A Meerminen rekedt legénység palackpostával értesítette a gyarmati hatóságokat, hogy milyen füstjelzést adott volna le a malgas főnök siker esetén, ennek alapján csapdát állítottak a megmaradt 90 rabszolgának. A malgasok a jelzés láttán elvágták a horgonykötelet és a hajó egy homokpadra sodródott. A helyi milícia ezután vagy megölte vagy foglyul ejtette őket. Az eredeti 140-ből 112-en rabszolgaként végezték, mintegy harmincan haltak meg a harcokban.
Miután a Társaság úgy ítélte meg, hogy a Meermin menthetetlen, a felszerelését kimenekítették, a hajót pedig sorsára hagyták a zátonyon. 

## Régészeti kutatás
2004-ben az Iziko Dél-Afrikai Múzeum egy kutatási programot indított a Meermin maradványainak megkeresésére, melyet részben a Dél-Afrikai Nemzeti Lottó finanszírozott. Egy légi magnetometriai felderítéssel (mellyel a roncsok vasból készült alkatrészeit detektálják) 22 hajóroncsot találtak, amelyből 11-ről lehetett feltételezni hogy a Meerminé. 2011-ig ezekből hatot sikerült kizárni, mivel nem tölgyfából, hanem fenyőből készült hajók maradványai voltak.

## Külső hivatkozások
- A Meermin tervrajza Archiválva 2014. február 22-i dátummal a Wayback Machine-ben

## Fordítás
- Ez a szócikk részben vagy egészben  a   Meermin (VOC ship) című angol Wikipédia-szócikk ezen változatának fordításán alapul.  Az eredeti cikk szerkesztőit annak laptörténete sorolja fel. Ez a jelzés csupán a megfogalmazás eredetét és a szerzői jogokat jelzi, nem szolgál a cikkben szereplő információk forrásmegjelöléseként.